# تربيتة بالمر
تربيتة بالمر (بالفرنسية: Pat Palmer)‏ (و. 1962  م) هو لاعب اتحاد الرغبي كندي، ولد في فانكوفر، مركز لعبه هو جناح ‏.

## التعليم
تعلم في جامعة كولومبيا البريطانية.